# District de Chou
Le  district de Chou (en kazakh : Шу ауданы, en russe : Шуский район) est un district de l'oblys de Djamboul au sud-est du Kazakhstan. Son centre administratif est la localité de Tolié Bi. 